# Каллівере (Естонія)
Ка́ллівере (ест. Kallivere küla) — село в Естонії, у волості Сааре повіту Йиґевамаа.

## Населення
Чисельність населення на 31 грудня 2011 року становила 25 осіб.

## Географія
Село розташоване на відстані приблизно 12 км на північний захід від волосного центру Кяепи.
Через село проходить автошлях 133 (Паламузе — Вейа — Отса).